# ممكنة خاصة
الممكنة الخاصة هي القضية التي حكم فيها بسلب الضرورة المطلقة عن جانبي الإيجاب والسلب، فإذا قلنا: كل إنسان كاتب بالإمكان الخاص، أو لا شيء من الإنسان بكاتب بالإمكان الخاص، كان معناه: أن إيجاب الكتابة للإنسان وسلبها عنه ليسا بضروريين، لكن سلب ضرورة الإيجاب إمكان عام سالب، وسلب ضرورة السلب إمكان عام موجب، فالممكنة الخاصة، سواء كانت موجبة أو سالبة، يكون تركيبها من ممكنتين عامتين، إحداهما: موجبة، والأخرى: سالبة، فلا فرق بين موجبتها وسالبتها في المعنى، بل في اللفظ، حتى إذا عبرت بعبارة إيجابية كانت موجبة، وإذا عبرت بعبارة سلبية كانت سالبة.